# Frank Peratrovich
Frank A. Peratrovich (* 12. April 1895 in Klawock, Prince-of-Wales-Insel, Alaska; † 4. Januar 1984 in Ketchikan, Ketchikan Gateway Borough, Alaska) war ein US-amerikanischer Politiker der Demokratischen Partei, der unter anderem zwischen 1961 und 1964 Präsident des Senats von Alaska war.

## Leben
Frank A. Peratrovich, Sohn von John-Giovanni (1851–1915) und dessen Ehefrau Mary Darrow Skan Peratrovich (1878–1918), absolvierte ein Studium am Haskell Institute in Topeka und leistete nach dem Kriegseintritt der Vereinigten Staaten in den Ersten Weltkrieg zwischen 1917 und 1918 Militärdienst in der US Navy. Er besuchte ferner das Capital Business College in Salem sowie das Business College in Portland und war in seiner Heimatstadt Klawock als Berufsfischer, Konservenfabrikbetreiber, Holzfäller sowie Eigentümer eines Gemischtwarenladens tätig. Er engagierte sich in verschiedenen Organisationen und war Gründer und Präsident der Gewerkschaft der Ringwadenfänger (Alaska Purse Seiners’ Union), als Präsident der Alaska Marine Workers, der Amerikanischen Legion sowie der Alaska Native Brotherhood (ANB), eine 1912 gegründete gemeinnützige Organisation zur Bekämpfung des Rassismus gegenüber den Ureinwohnern Alaskas.
Peratrovich, der zeitweilig auch Bürgermeister von Klawock fungierte, wurde 1945 für die Demokratische Partei zum Mitglied des Repräsentantenhauses des damaligen Alaska-Territoriums gewählt und vertrat in diesem bis 1946 den Wahlkreis 1st District. Im Anschluss wurde er 1947 Mitglied des Senats des Alaska-Territoriums gewählt und vertrat auch dort bis 1950 den Wahlkreis 1st District. 1952 und 1956 vertrat er das Territorium als Delegierter auf der Democratic National Convention (DNC). 1955 war er zudem Delegierter und Vize-Vorsitzender des Konvents, der die Verfassung von Alaska erarbeitete, die am 4. April 1956 ratifiziert wurde und mit der Aufnahme Alaskas in die USA als US-Bundesstaat am 3. Januar 1959 in Kraft trat. Als Unterzeichner der Verfassung gehört er damit zu den Founder of Statehood. Nachdem er zwischen 1957 und 1958 noch einmal den Wahlbezirk 1st Disctrict im Senat des Territoriums vertrat, wurde er 1959 Mitglied des Senats des Bundesstaates Alaska, des Oberhauses der Alaska Legislature, und gehörte diesem bis 1967 an. 1960 war er zudem für Alaska abermals Delegierter auf der Democratic National Convention.
Nach dem Tode von Bill Beltz am 21. November 1960, wurde Frank Peratrovich als dessen Nachfolger Präsident des Senats und bekleidete dieses Amt bis 1964, woraufhin sein Parteifreund Bob McNealy ihn ablöste. 1968 war er noch einmal Delegierter der Democratic National Convention und gehörte zwischen 1969 und 1972 dem Repräsentantenhaus, dem Unterhaus der Alaska Legislature, als Mitglied an. 1972 wurde er Ehrenmitglied des Alaska Press Club und 1973 verlieh ihm die University of Alaska einen Ehrendoktortitel im Bereich Öffentlicher Dienst.
Peratrovich war zwei Mal verheiratet, und zwar in erster Ehe vom 30. November 1936 bis zu deren Tode am 4. März 1968 mit Harriett „Hattie“ Marsha Smith Peratrovich (1903–1968). Nach dem Tode seiner ersten Ehefrau heiratete er am 9. Dezember 1970 in zweiter Ehe Violet J. Von Gohren Peratrovich (1913–1990). Nach seinem Tode wurde er auf dem Bayview Cemetery in Ketchikan beigesetzt.